# Jardín Botánico de Jena
El Jardín Botánico de Jena en alemán: Botanischer Garten Jena es un jardín botánico de 4.5 hectáreas y el segundo jardín botánico más antiguo de Alemania, está administrado por la Universidad de Jena, se ubica en Jena, Alemania.
El código de identificación internacional del Botanischer Garten Jena como miembro del "Botanic Gardens Conservation Internacional" (BGCI), así como las siglas de su herbario es JENA.

## Localización
Botanischer Garten der Friedrich-Schiller-Universität Fuerstengraben 26, Jena, Freistaat Thüringen D-07743 Deutschland-Alemania.
Planos y vistas satelitales.50°55′52″N 11°35′10″E / 50.93111, 11.58611
Está abierto a diario al público en general pagando una tarifa de entrada.

## Historia
El primer jardín fue establecido en 1586 como hortus medicus, seis años después del establecimiento del Jardín Botánico de Leipzig en 1580. En 1630 fue cambiado y ampliado perceptiblemente por el profesor Werner Rolfinck, quien había estudiado previamente en el Jardín Botánico de Padua (fundado en 1545). En 1640 fue donada una segunda sección (1.3 hectáreas en área, en el norte de las murallas de la ciudad), y se escribe un catálogo documentado a partir de 1659 sobre 1300 plantas en los dos jardines. En 1662 el jardín original fue ampliado, con el primer invernadero caliente agregado en 1674, en estos momentos el jardín comenzó por primera vez a mantener una colección de plantas tropicales.
En 1770 el jardín introduce la taxonomía de Linneo, y en 1776 Goethe comenzó su asociación con el jardín y ayudó a organizar al "Instituto de Botánica de Jena"; durante las décadas siguientes estudió botánica y escribió a menudo los poemas en el jardín. Aunque el área del jardín fuera solamente de 1.3 hectáreas en este tiempo, las compras registradas en 1794 incluyen, Buxus sempervirens, Juniperus sabina, Periploca graeca, Sambucus racemosa, y Thuja occidentalis. Varios años más tarde, compras adicionales incluían Amaryllis, cactus, suculentas; Euphorbia, Pelargonium, y Zantedeschia. El primer catálogo fue publicado por el jardín en 1795.
Desafortunadamente, el jardín fue dañado seriamente en 1806 en la batalla napoleónica Jena, y su recuperación fue larga y lenta. En 1819 el jardín contenía solamente unas 50 plantas en macetas en un invernadero y aproximadamente 200 plantas al aire libre. Sin embargo en 1820 fue construido un invernadero adicional, y los invernaderos existentes fueron reorganizados como orangerie, "casa de la palmera", y "estufa fría".
El jardín fue reacondicionado a fondo entre 1877 y 1879, después de lo cual contuvo 2020 especies a partir del 85 familias así como un jardín medicinal y 13 grupos de plantas en maceta de regiones geográficamente distintas.
En fecha de 1966 este número había crecido substancialmente a cerca de 2000 familias, a quienes agregaron 300 familias más (más de 3000 especies) en una nueva colección de plantas alpinas.

## Colecciones

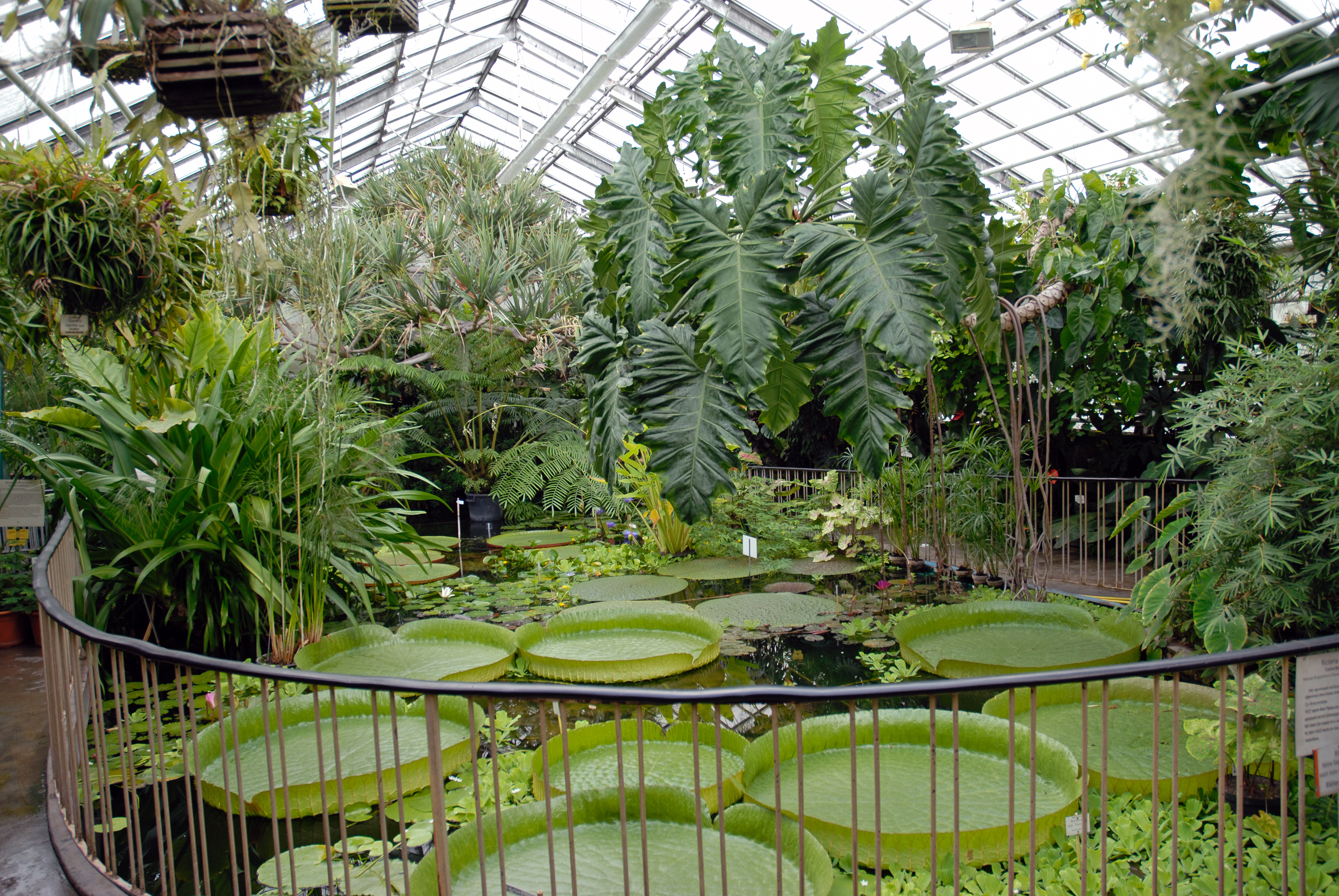
La Victoria cruziana en la casa acuática tropical.

Actualmente el jardín contiene unas 12.000 plantas. Sus áreas al aire libre incluyen:
- Arboreto, que contiene unas 900 especies de árboles de hoja caduca, coníferas y arbustos;
- Alpinum con una representación de aproximadamente 2.500 especies;
- Jardín sistemático organizado según la taxonomía contemporánea;
- Colección de plantas medicinales y útiles;
- Una pequeña colina
- Estanque, con colección de plantas acuáticas;
- Colección de rododendros,
- Rosaleda,
- Colección de dalias.
- Invernaderos, sus cinco invernaderos son como sigue: casa de los cactus y suculentas; casa fría para la zona transitoria media entre zonas tropicales y subtropicales, con plantas especialmente de la zona mediterránea; casa de la palma tropical, con una colección de plantas de Cuba, y orquídeas de las Antillas; casa de la "evolución", con las formas antiguas de las plantas incluyendo cycas y helechos arborescentes; y una casa acuática tropical que contiene Victoria cruziana, mangles, epífitas, etc.

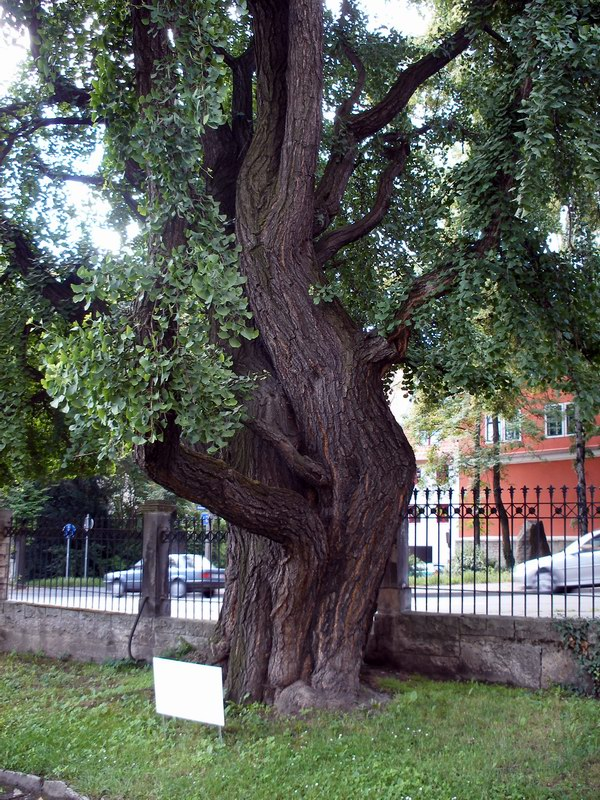
El ginkgo de Goethe.
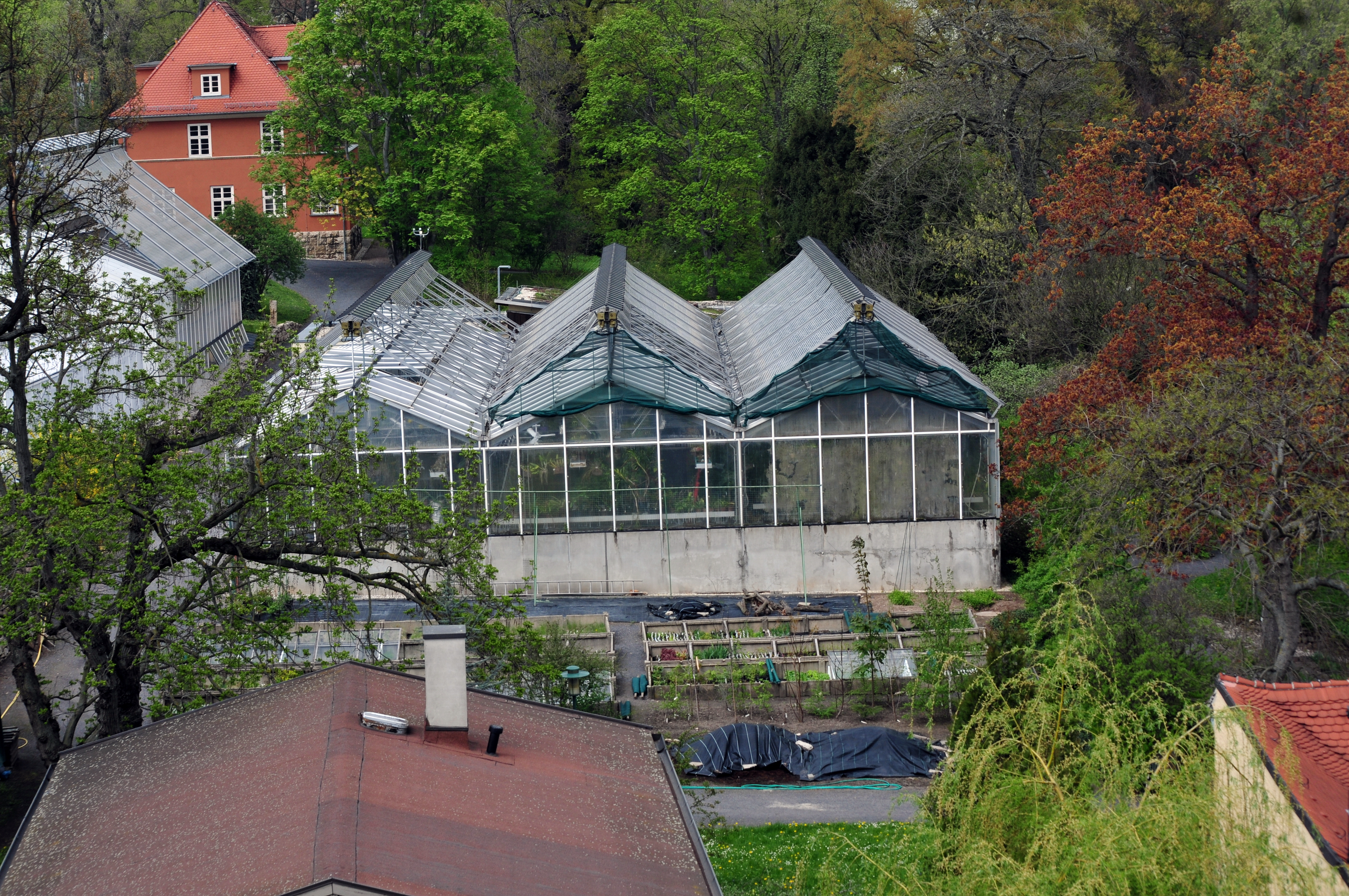
Los invernaderos.
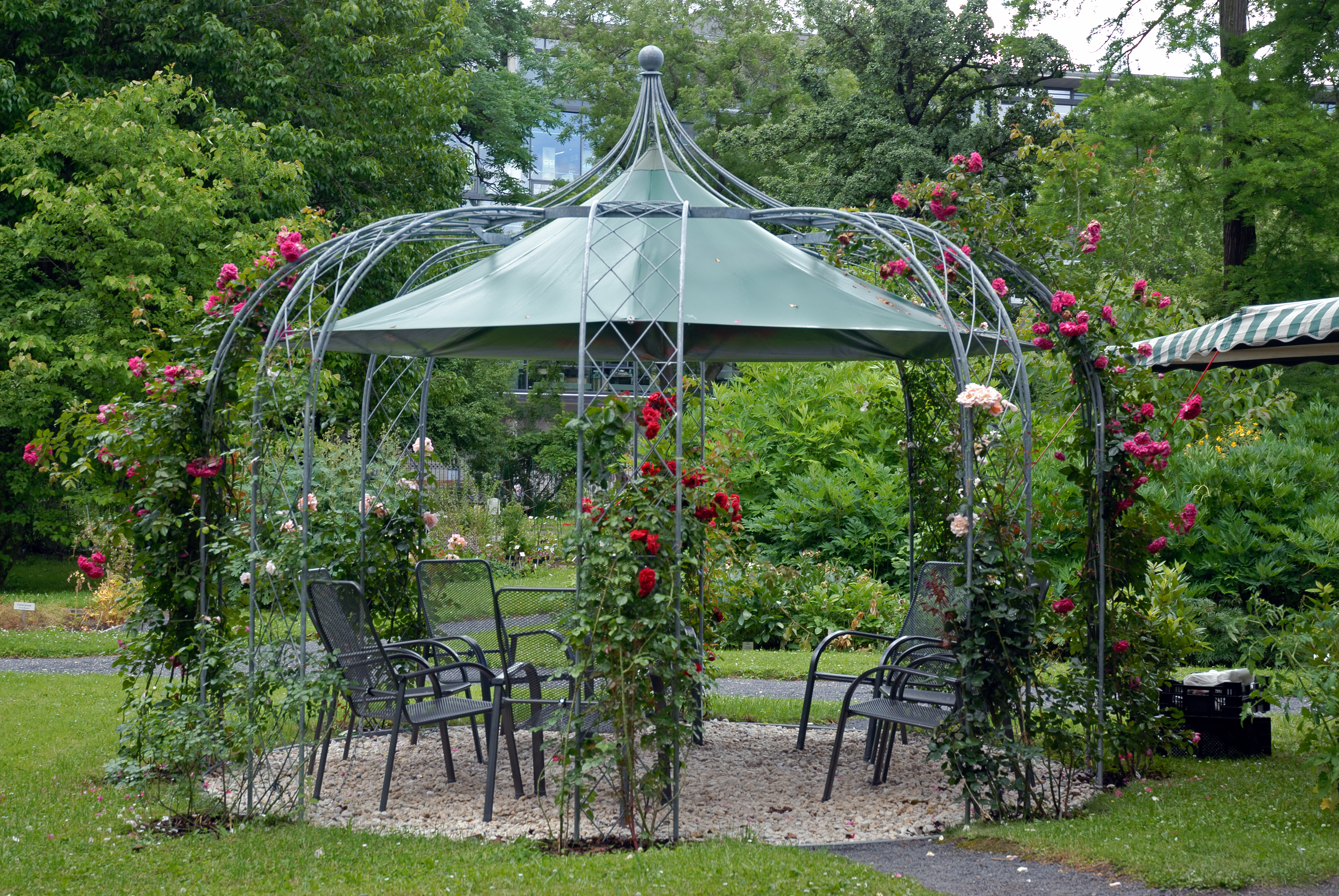
La rosaleda.
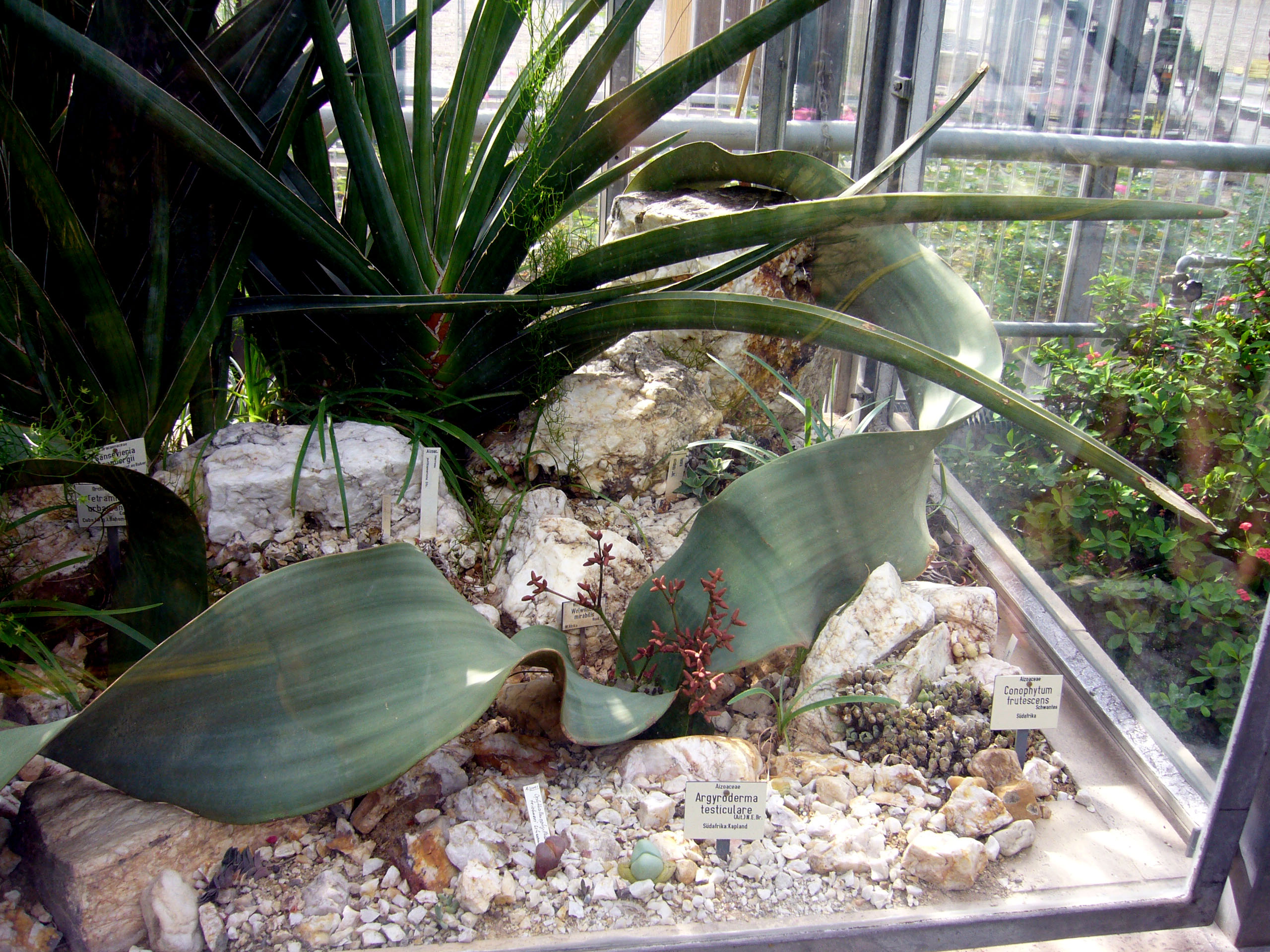
Welwitschia mirabilis